# AB Träkol i Vansbro
AB Träkol i Vansbro eller AB Träkols Fabriker (från 1929 Västerdalarnes Fastighets AB) var en firma i Vansbro. Den grundades 1889, då fem bruk i Värmland gick samman för att samordna sina transporter av träkol till bruken. År 1909 blev Jonas Jonsson disponent för AB Träkols Fabriker i Vansbro i Dalarna, väster om Borlänge. Vid AB Träkol verkade han som träingenjör, kolugnskonstruktör, teknisk chef, disponent och ledare för sågverk, snickerifabrik och kraftverk fram till 1929. AB Träkol lades ner i början på 1960-talet.

## Historia

### Sågverken i Värmland
Där Vansbro nu ligger fanns inte mycket annat än skog och sankmark innan järnvägen drogs dit. En av de första gångerna namnet nämns är av Carl von Linné under tidigt 1700-tal. Stället har även nämnts i olika texter vid ungefär samma tidpunkt som Linné och då kallats Wahnbro eller Wansbron. Ortnamnet kan härledas till en flottbro som funnits intill Vanån och kom att bli Vansbro då samhället började byggas. Längs järnvägen uppfördes kolbryggor och i Vansbro uppfördes flera stora sågverk just där vattenvägarna fanns för den viktiga flottningen. Flottningen skedde vid vattenvägarna i Vanån och Dalälven. Det första sågverket var igång redan något enstaka år efter att Vansbro invigts och året därpå byggdes flera olika sågar på orten, först AB Träkol och senare Brosågen.
Att AB Träkol köpte mark och flyttade till Vansbro år 1909 var således helt logiskt. De övertog där ett av de befintliga sågverken och uppförde lokaler som behövdes för träkolstillverkning. En stor kolugnsanläggning uppfördes, det var den enda i Sverige. Även en egen kraftstation skaffade man sig. Under många decennier blev sedan AB Träkol en av de större arbetsgivarna i Vansbro. Under 1920-talet kunde man på företagets brevhuvuden läsa "Kolugnsanläggning, reningsverk, sågverk, hyvleri, fabrik för tillverkning av bostadshus och byggnadssnickerier, tunnfabrik, elektrisk kraftstation."

### 1909-1929 (under Jonas Jonsson)

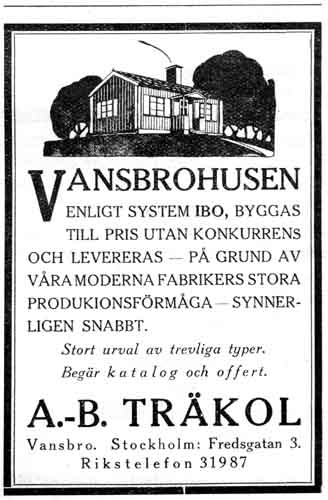
Husannons från 1924 för Vansbrohusen från AB Träkol.

Entreprenören Jonas Jonsson (1875-1947) blev 1909 disponent för AB Träkol i Vansbro, där han verkade som kolugnskonstruktör, teknisk chef, disponent och ledare för sågverk, snickerifabrik och kraftverk fram till 1929. Han var född i Hälsingland och var ingenjör med examen från Chalmers tekniska högskola i Göteborg och han var expert på kolugnar.
Under åren mellan 1919 och 1928 tillverkades AB Träkols monteringsfärdiga IBO-hus i fabriksbyggnader, som hade tagits över från Apparatbyggnads AB i Vansbro.

### Marknadsföring av Vansbrohusen
Jonas Jonssons klippbok om bostadspolitiken i Stockholm under 1920-talet finns bevarad. Klippboken innehåller tidningsurklipp med rubriker som "Trädgårdsstäderna omkring Stockholm. Byggnadsverksamheten i rask tillväxt." eller "Bostadsbristens minskning genom Vansbrohusen. Fabriksmässiga hus slås upp otroligt hastigt." I klippboken finns också tidningsnotiser om alla de aktiviteter som AB Träkol deltog i för att marknadsföra Vansbrohuset. Åren 1923 och 1927 förekom det Bygge och Bo-utställningar, som arrangerade bostadsutställningar under 1920-talet. Då Olovslunds småstugeområde uppfördes 1927 hade AB Träkol täta kontakter med Stockholms stad, Fastighetskontoret och Axel Dahlberg, som vid denna tidpunkt var stadsplaneingenjör. Urklippen visar också de täta kontakterna som företagsledaren Jonas Jonsson hade med dessa.

### Levererans av hus till Spetsbergen 1919

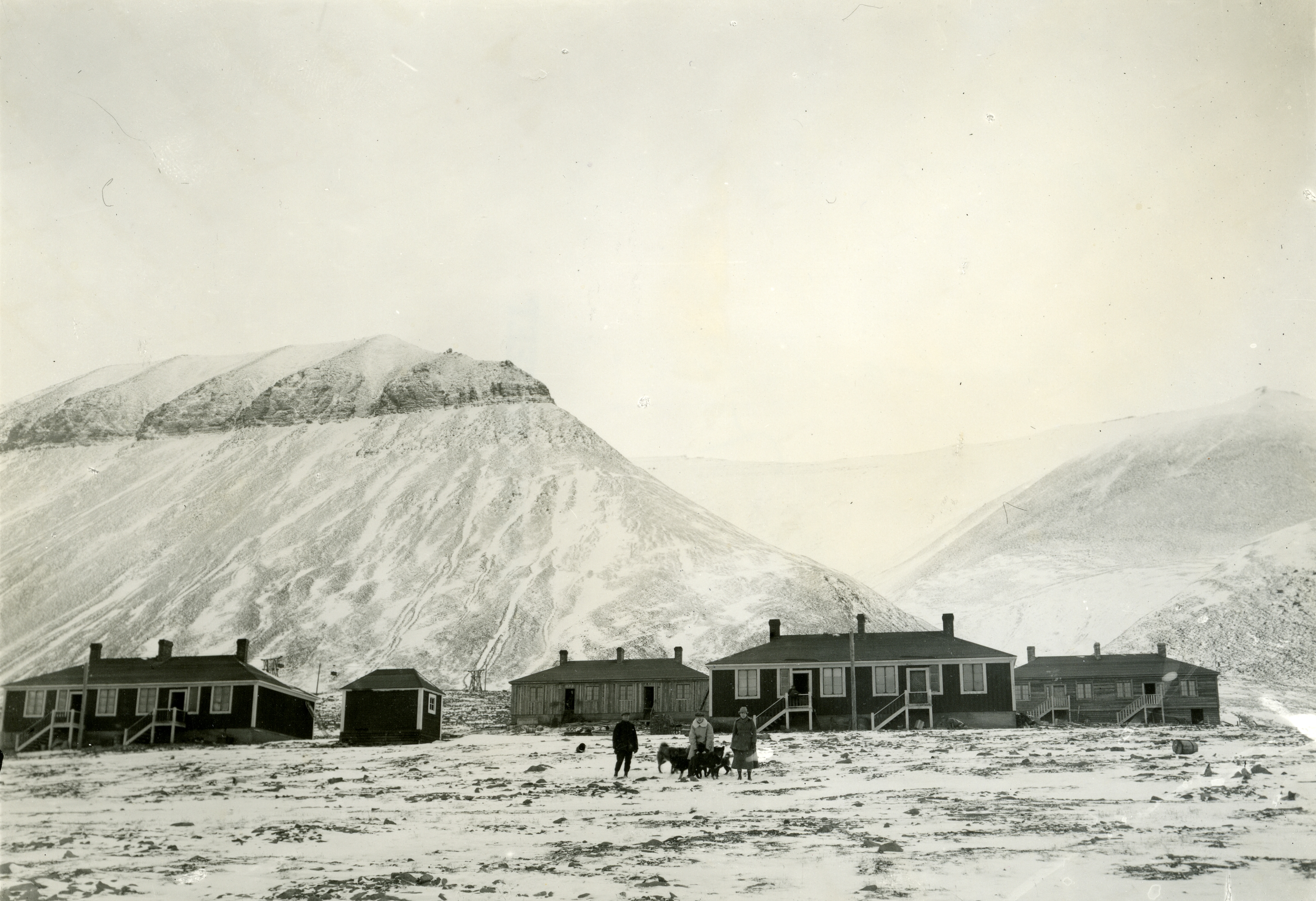
Arbetarbostäder vid Sveagruvan på Svalbard på ön Spetsbergen.

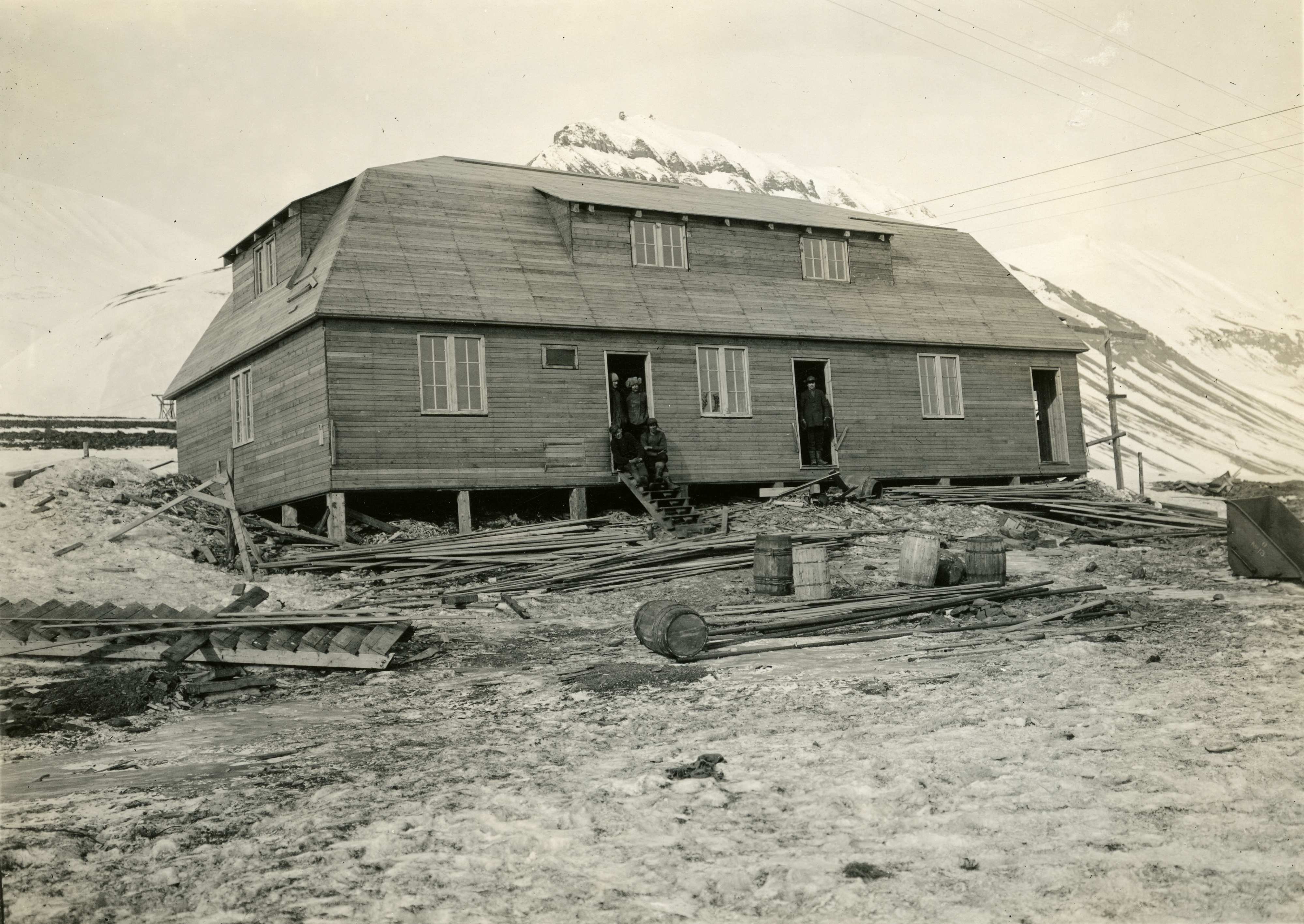
Bad- och tvättstugan vid Sveagruvan på Svalbard, 1921.

AB Träkol fick förtroendet att leverera hus till en gruvort på Spetsbergen. Det första monteringsfärdiga provhuset uppfördes inom Träkolsområdet på åtta dagar våren 1919. Andra dagens eftermiddag hade man hunnit resa takstolarna. Under första världskriget hade en svensk gruvdrift, AB Spetsbergen Svenska Kolfält, eller Sveagruvan, kommit igång på "ockuperat" område. Initiativet hade tagits av Jernkontoret i Stockholm, som är den svenska stålindustrins branschorganisation. I Europa var det kolbrist och våldsamt stigande kolpriser. På Spetsbergen, den största ön i ögruppen Svalbard fanns det däremot gott om kol av bra kvalitet.
1919 fick AB Träkol förtroendet att leverera hus till Sveabyn, gruvorten som växte upp vid Braganzabukten, även kallad Braganzavågen. Braganzabukten är den innersta nordöstra delen av Van Mijenfjorden på ön Spetsbergen i Svalbard. Vid Braganzabukten ligger orten och gruvan Svea, som grundades 1916 av AB Spetsbergens Svenska kolfält. Dock blev den svenska kolproduktionen kort, "under knot och jämmer fortsatte driften i åtta år". Efter en brand i gruvorna 1925 såldes bolaget senare till Norge och Store Norske Spitsbergen Kulkompani A/S. Gruvan var utrymd under kriget, men en tysk ubåt kom ändå dit och satte eld på alla byggnaderna. En grund till marketenteriet lär finnas kvar ännu år 2000.
AB Träkol levererade ett stort marketenteri och flera bostadshus till Sveabyn. De isolerade väggelementen lär ha klarat kylan bra, vilket också utnyttjades i reklamen som sade: "Under arktisk köld och svåra stormar hava VANSBROHUSEN visat överlägsenhet."

### Första huskatalogerna
På 1920-talet började det monteringsfärdiga husets moderna tid. De första huskatalogerna som presenterades kom från AB Träkol i Vansbro och från Forssjö Trävaru AB utanför Katrineholm. Forssjö Trävaru AB visade inte mindre än 18 olika hustyper, som de lanserade. Dessa var några av träföretag som tillverkade hus enligt det patenterade systemet, "System IBO", som var konstruerat av ingenjörsfirman AB Industribostäder i Stockholm. AB Träkols Fabriker Vansbro låg i Vansbro, väster om Borlänge i Dalarna och de började producera och sälja monteringsfärdiga trähus 1920. Forssjö Trävaru AB låg utanför Katrineholm i Södermanland och de startade hustillverkningen enligt IBO-hussystemet 1923. IBO-systemet och Forssjö visade bland annat hus och modeller på Göteborgsutställningen 1923. I Småland var det Landsbro Trävarubolag i Landsbro i Vetlanda kommun som var först med en medveten marknadsföring genom kataloger. Företaget, som tillverkade trähus under varunamnet Boro-hus, startade hustillverkningen 1923. Året därpå presenterade de sin första katalog. Som de flesta andra aktörer i branschen hade Landsbro Trävarubolag ett äldre sågverk i grunden. Sedan kom flera fabriker igång i slutet av 1920-talet, bland annat Myresjöhus (1927) i Myresjö i Vetlanda kommun i Småland och AB Standardhus i Hultsfred i Småland. I början av 1990-talet gick Borohus i konkurs. 
Redan våren 1919 sattes det allra första monteringsfärdiga provhuset upp som prototyp inom fabriksområdet AB Träkol på åtta dagar. Andra dagens eftermiddag hade man hunnit resa takstolarna. Ännu 1996 stod huset kvar, då det tyvärr revs. Husleveranserna för de första husen gick sedan till olika bruk, bland annat till Skultuna och till industrier som Stora Kopparberg AB i Grängesberg eller till Atlas Diesel i Sickla. Målet för de nästkommande leveranserna blev de uppväxande förorterna i Stockholm, i Västerort i Äppelviken, Smedslätten, Ålsten och Olovslund och i Söderort i Skarpnäck, där man på 1920-talet började bebygga området med villor i Enskededalen och med småhus i stadsdelen i Skarpnäcks gård  i den västra delen Pungpinan) i Enskede. År 1926 bildades Stockholms stads småstugebyrå genom fastighetsdirektören Axel Dahlbergs initiativ och han började där organisera självbyggeriet. 1927 kunde man sätta igång byggandet av 200 småstugor i Olovslund i Bromma i Västerort och i Pungpinan i Enskede i Söderort.

### Vansbrohusen snabba uppförande
Vansbrohus kunde efter det att grunden var grävd uppföras på åtta dagar, enligt reklamen. Huset tillverkade enligt IBO-systemet, det vill säga enligt AB Industribostäders Patenterade System. AB Industribostäder var en konsulterande ingenjörs- och arkitektfirma i Stockholm och bolaget löste frågor rörande planering, ordnande av bostadssamhällen, projekterande av stadsplaner och bostadshus med mera. Man prefabricerade huset i hela, matematiskt uträknade väggfält, som var så stora som möjligt, men ändå transportabla. Sågspånsmassa för sammanfogningen ingick också i systemet. Kanske var det sådan sågspånsmassa som Jonas Jonasson hade experimenterat fram som ung pojke. I fabriken gjordes husets trappor, dörrar och köksinredning, inklusive skänkskåp, disk- och arbetsbänkar färdiga "för inpassning".

### Monteringsfärdiga bostadshus, enligt IBO:s patenterade system
Det patentskyddade bostadssystemet IBO tillverkades enligt AB Industribostäders Patenterade System bland annat av A.B. Träkols Fabriker i Vansbro. Följande text är ett utdrag ur en broschyr från AB Träkols Fabriker.>
"Monteringsfärdiga bostadshus enligt A.-B. Industribostäders patenterade system" tillverkade av A.-B. Träkols Fabriker Vansbro kunde monteras av tre personer på åtta dagar enligt ett äldre informationsblad följande schema.
- Första dagen kl. 4 e.m. På den förut färdiga grunden ha 3 man under 8 timmar lagt syllar och bottenbjälklag samt rest ytterväggarnas luckor hela byggnaden runt. I luckorna sitta fönstrens och dörrarnas omfattningar.
- Andra dagen kl. 4 e.m. Under denna dag har samma arbetsstyrka lagt övre bjälklagret samt rest de i detta fästade takstolarna. Även gavlarnas luckor ha rests. De mellan luckorna tätande och sammanhållande linjalerna synas väl och visa luckindelningen.
- Tredje dagen kl. 4 e.m. Inpanelning och papptäckning av taket, inbrädning av takfoten samt en del inre luckarbeten ha denna dag utförts av samma tre man. Två murare och en hantlangare ha dessutom denna dag börjat skorstensstockens murning.
- Fjärde dagen kl. 4 e.m. De tre träarbetarna ha denna dag inmonterat fönsterbågar och dörrar samt påbörjat stommens pappbeklädnad i första hand å yttersidan samt påsatt panelens vattenlist vid sockeln. Murningsarbetet har fortgått med tre man.
- Femte dagen kl. 4 e.m. Trots hinder av snö och slaskväder har byggnaden av de tre träarbetarna till största delen beklätts med brädpanel. Murningsarbetet har fortgått av tre man.
- Sjunde dagen kl. 4 e.m. Efter sju dagars arbete ha de tre träarbetarna läktat, uppsatt gavelbräder och för övrigt färdiggjort ytterbeklädnaden. Taket har läktats, och belagts med tegel. Murningsarbetet har färdiggjorts, inbegripet eldstädernas insättande som synes av röken ur skorstenen . Härigenom kan stugan omedelbart uppvärmas, vilket är av vikt för de inre snickeriarbetena,
- Åttonde dagen kl. 4 e.m. Yttertrappa med bänkar och bro och därmed hela yttre snickeriarbetet färdigt. Inre snickerier äro även färdiga, Träarbetet är klart, utfört under 8 dagar av tre man med 8 timmars arbetsdag. Tapetsering och målning återstå.
- Första varma vårdagen målas stugan utvändigt med Träkols bruna tjärfärg, ytterpanelen och alla snickerier d.v.s. fönster, dörrar med foder o. dyl., strykas med vit oljefärg.

### Historik om tillverkningen av Vansbrohusen

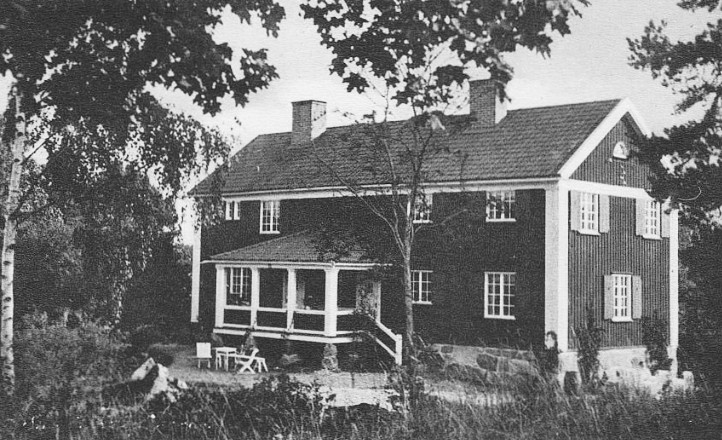
Typhus Smedslättsgården (ej att förväxla med Smedslättens gård).

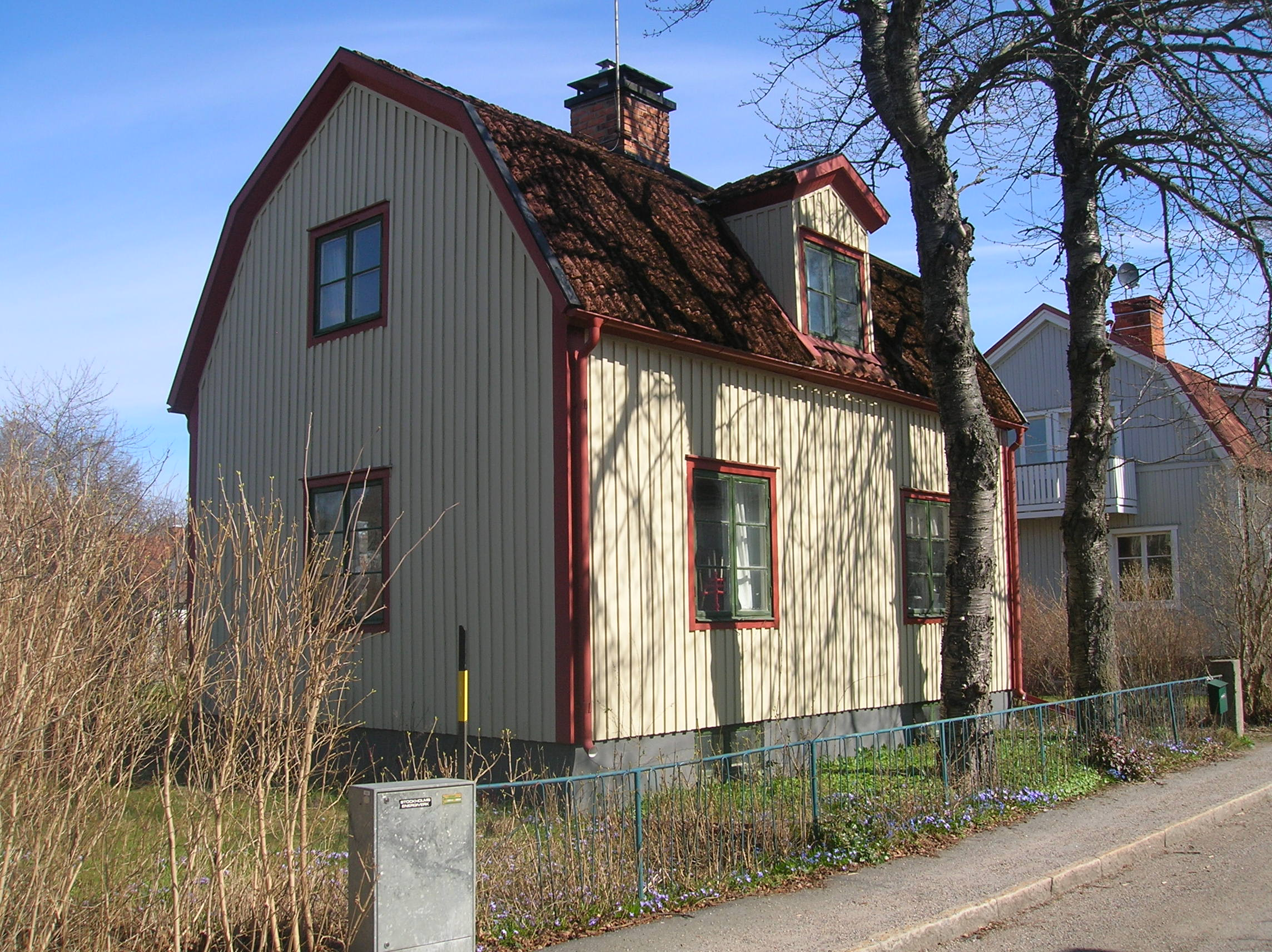
Detta hus på Delägargatan 32 i Enskede Gård uppfördes 1926-1927. Fasad med beigemålad locklistpanel, rödmålade hörn och takfotslister. Uppförd enligt typritning från AB Träkol. Fastighetsbeteckning : Sparkassan 7.

I firmans första reklamfolder från 1919 stod det att läsa att "Vansbrohusen heta nutidens hus" och att "de förena inom sig gammal svensk byggnadskultur med nutida förbilligande fabrikstillverkning."
Vansbrohusen uppfördes i flera variationer av mer eller mindre nationalromantiska stilar. Husens storlek var olika, de var på två eller sju rum och i flera variationer. De hus som AB Träkol i Vansbro tillverkade byggde på svensk tradition och på drömmen om den röda stugan, som i början av 1900-talet blev till en symbol för den svenska landsbygden och ofta romantiserad. Genom Vansbrohusen skulle det egna hemmet med valmat tak, förstukvist och fönsterluckor förverkligas.
Vansbrohuset, typ Dalbo (stugan Dalbo), som var på två rum och kök och med möjlighet till inredning av en eller två kammare på vinden, var en av de första modellerna som tillverkades. Modellen blev vanlig i Olovslund. Andra typer av stugor fick namn efter platser, där de första gången uppfördes. Några av dessa typstugor var Ålstensgården och  Smedslättsgården. Typstugan Ålstensgården hade fyra rum, jungfrukammare och kök, och byggdes både i Smedslätten och Ålsten.

### Annonseringen
Typ Dalbo uppfördes i olika storlekar, på två eller sju rum, och i flera variationer av mer eller mindre nationalromantiska stilar. AB Träkol nämner i en broschyr från 1926 följande text: "Dalbo har två rum och kök samt möjlighet till inredning av en eller två kammare å vinden, är en medelstor ytterst ekonomiserad och trevlig enfamiljsbostad om fyra rum och kök. Tillverkning enligt system IBO, AB Träkol Vansbro. Kontor i Stockholm Fredsgatan 3. Rikstel. 51987."
Typ Ålstensgården var en väl prövad hustyp om 4 rum och kök. AB Träkol nämner i en broschyr från 1926 följande text: "Efter det vi till en grupp av Stockholms stads tjänstemän levererat en serie av 25 hus, uppställdes en ny serie hus för annan grupp tjänstemän. Arkitekten och de byggnadssakkunnige utarbetade då Ålstensgården som mest passande hustyp." "Vi äro därför i tillfälle att med Ålstensgården bjuda ett väl genomtänkt, synnerligen praktiskt, lättskött, hemtrevligt och i övrigt gott bostadshus om 4 rum och kök med jungfrukammare, badrum m.m. till en för byggherren låg byggnadskostnad. Tillverkning enligt system IBO, AB Träkol Vansbro. Kontor i Stockholm Fredsgatan 3. Rikstel. 51987."
I en annons i Svenska Dagbladet den 10 mars 1923 kunde man läsa följande text: "Vansbrohusen äro nutidens bostadshus, de framfördes genom industrien, Statens verk, Stadsförvaltningar, stadstjänstemän och bostadsföreningar. Uppföras numera av alla slags kategorier bostadsbyggare, ej minst byggmästare. De uppföras enligt IBO system i stort typurval, och levereras till fördelaktigaste pris från A.-B. Träkol – Vansbro. Avdelningskontor. Fredsgatan 3. Stockholm." 

### Bygge och Bo-utställningen på Liljevalchs 1923
Jonas Jonssons klippbok är fylld av annonser och notiser från Bygge och Bo-utställningen från 1923 på Liljevalchs konsthall på Djurgården i Stockholm. Det var Bygge och Bo-utställningar på Liljevalchs även 1922 och 1924, åren före och efter AB Trähus' utställning där. Vid utställningen hade man en tombola, där högsta vinsten var ett vinterbonat Vansbrohus på tre rum och kök. Vid Restaurangen Blå porten, som ligger i anslutning till Liljevalchs konsthall, var det ett något mindre sommarhus uppställt. Vinsten kunde sättas upp "på anvisad plats var som helst i landet".
Under sina korta framgångsår hann AB Träkol att exportera husdelar till andra länder, och ett av tidningsklippen handlar om svenska trähus av standardtyp som skulle skickas till Japan hösten 1923. I Japan hade det varit en stor jordbävning i Tokyo och Yokohama i september 1923 med många hemlösa som följd. Svenska husleverantörer underhandlade med japanerna om att exportera hus till alla hemlösa. Det är dock osäkert om AB Träkol och Jonas Jonsson var iblandad. Enligt tidningsartikeln var det ett problem att japanerna krävde finare trä, som var "fritt från knaggar" på insidan, då man vare sig använde tapeter eller målade sina väggar. Väggarna skulle helst vara av japansk ädelcypress eller hinokiträ, som kunde poleras.

### Axel Dahlbergs idéer
Idén som Axel Dahlberg hade var att bosättare genom eget arbete och med hjälp av förmånlig kommunal finansiering samt tekniskt bistånd genom fastighetskontoret skulle kunna skapa sig sina egna småhus. 1926 lyckades Dahlberg att övertala kommunens politiker att bifalla hans förslag och självbyggeri av 200 småhus i vardera Olovslund i Bromma och Pungpinan i stadsdelen Skarpnäcks gård (Skarpnäcks trädgårdsstad) i Söderort kom igång på våren 1927 i Olovslund. Nyblivne chefen för Egnahemsbyrån, arkitekt Edvin Engström, ritade några typhusvarianter och Axel Dahlberg ledde verksamheten som arbetschef.
Axel Dahlberg var klart influerad av 1930 års Stockholmsutställning med dess nya bostadsidéer och han hade ett tydligt bostadssocialt engagemang, "att tillskapa ändamålsenliga och billiga bostäder för dem inom samhället, som voro mest i behov därav." Detta var helt i linje med Alva och Gunnar Myrdals debattbok Kris i befolkningsfrågan från 1934, där bland annat bättre bostäder föreslogs.

### Vansbrohusen i Skarpnäcks trädgårdsstad

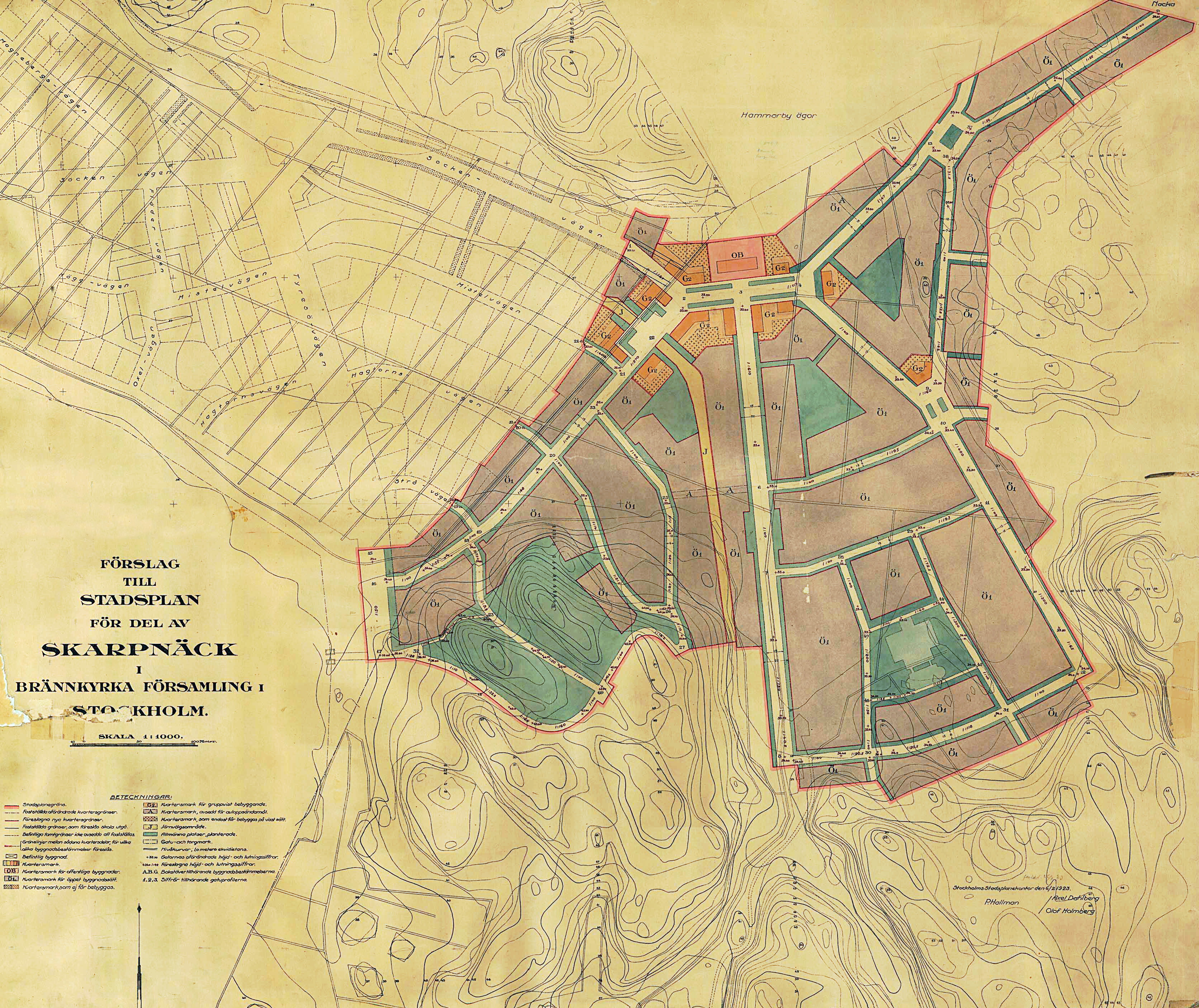
Förslag till stadsplan för del av Skarpnäck i Brännkyrka församling i Stockholm 1923, undertecknad av Per Olof Hallman. Stockholms stadsbyggnadskontor.

År 1923 tog arkitekten Per-Olof Hallman fram den första stadsplanen med småhus i den västra delen av Skarpnäcks trädgårdsstad. Skarpnäcks trädgårdsstad omfattade områdena kring Riksrådsvägen och Kanslervägen. Här låg Bagaremossen, som senare skulle bli stadsdelen Bagarmossen. År 1927 började man uppföra småstugor i området Pungpinan, och nu finns cirka 240 stugor här. Stadsdelarna Pungpinan och Skarpnäck bildades år 1926 ur det område som tidigare utgjort Skarpnäcks gårds ägor. Området vid Skarpnäcks gård låg norr om Skarpnäcksvägen och Pungpinans område låg söder om Skarpnäcksvägen.
I området ansluter flerfamiljshusen och de byggmästarbyggda villorna helt till tidens ideal. Stockholms stad gav ut typhusböcker ur vilka självbyggaren kunde välja sin bostad. Men staden försökte styra även den arkitektoniska utformningen. Typhusen visar den enkla svenska småstugan med klassicerande detaljer.
Den dominerande arkitekten i området var arkitekten och byggmästaren Gustaf E. Pettersson (1887-1925), som ritade hus både för byggmästarbyggen och typritningar. Intressant är blandningen av överklass och arbetarklass. Byggnadsföreningen Skarpnäck byggde 36 villor som självbyggen, alltså innan Stockholms stad organiserade sin Småstugebyrå i stor skala. Typhusen levererades av småhusfabriker runt om i landet, bland annat från AB Träkol i Vansbro. Till att börja med tilläts två kök i samma hus, det var ett sätt att få fastigheterna sålda. Efterfrågan var dock inte så stor. Endast tio ansökningar kom in och staden slutade med detta.

### Axel Dahlbergs egen villa i Smedslätten

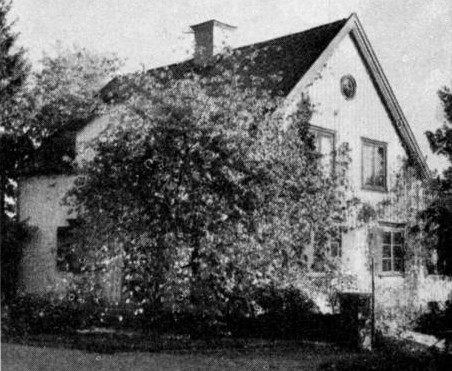
Bergviksvägen 37, Smedslätten, Bromma. Ägare: Axel Dahlberg, fastighetsdirektör.

Fastighetsdirektören Axel Dahlbergs villa på Bergviksvägen 37 i Smedslätten i Bromma, ingick i en grupp av 20 hus som byggdes av stadens tjänstemän, och var det första storbygget av monteringsfärdiga hus. Axel Dahlberg byggde år 1922 sin egen villa i trä på Bergviksvägen med AB Träkol som entreprenör. Arkitekten var hans gode vän Thure Bergentz. Han lät själv bygga villan i trä med AB Träkol vid sågverket i Vansbro som entreprenör. Villans ytinnehåll var 109,5 kvadratmeter och den omfattade 6 rum, 2 hallar, jungfrukammare och kök.
Försäljningschefen vid AB Träkol, Erik Eriksson, bodde i mitten på 1920-talet på Urbergsvägen 16 i Ålsten i Bromma, och hans hus var ett av de första husen som sattes upp.
På 1920-talet var AB Träkols Vansbrohus en nymodighet. Huset, som skulle monteras, bestod av ett monteringsfärdigt träsystem, som kunde monteras av tre personer på åtta dagar. Dessa hustyper fanns i olika storlekar och kunde varieras med olika tillval av entréer, verandor, fönsterluckor och dörrar. De olika tillvalen gav varje hus ett eget personligt intryck. För AB Träkol utförde civilingenjör Albert Höckenström (född 1884) träkolningsverk efter egna patent och konstruktioner 1913.
Alla yttre och inre snickerier var färdiga när huset överlämnades till ägaren. Det som återstod var endast tapetsering och målning, På fabriken i Dalarna tillverkades även fast köksinredning, dörrar, trappor och skåp och de monterades när husen var resta. I stora områden runt Stockholm, framför allt i Äppelviken, Smedslätten, Ålsten och Olovslund, uppfördes AB Träkols bostadshus.
Forssjö Trävaru AB visade ett tidigt exempel på hur den framväxande småhusindustrin följde i Egnahemsrörelsens fotspår. Stilmässigt befinner sig husen i brytningen mellan nationalromantik, nyklassicism och sekelskifteshus.
Även Forssjö Trävaru AB tillverkade hus enligt det patenterade systemet, även kallat "System ibo". Självbyggarföretaget visade sig framgångsrikt. Genom fyra olika föreningars verksamhet tillkom under 1920-talets första år ytterligare ett 90-tal självbyggda egnahem i trädgårdsstäderna.

### Vansbrohusen i Smedslätten

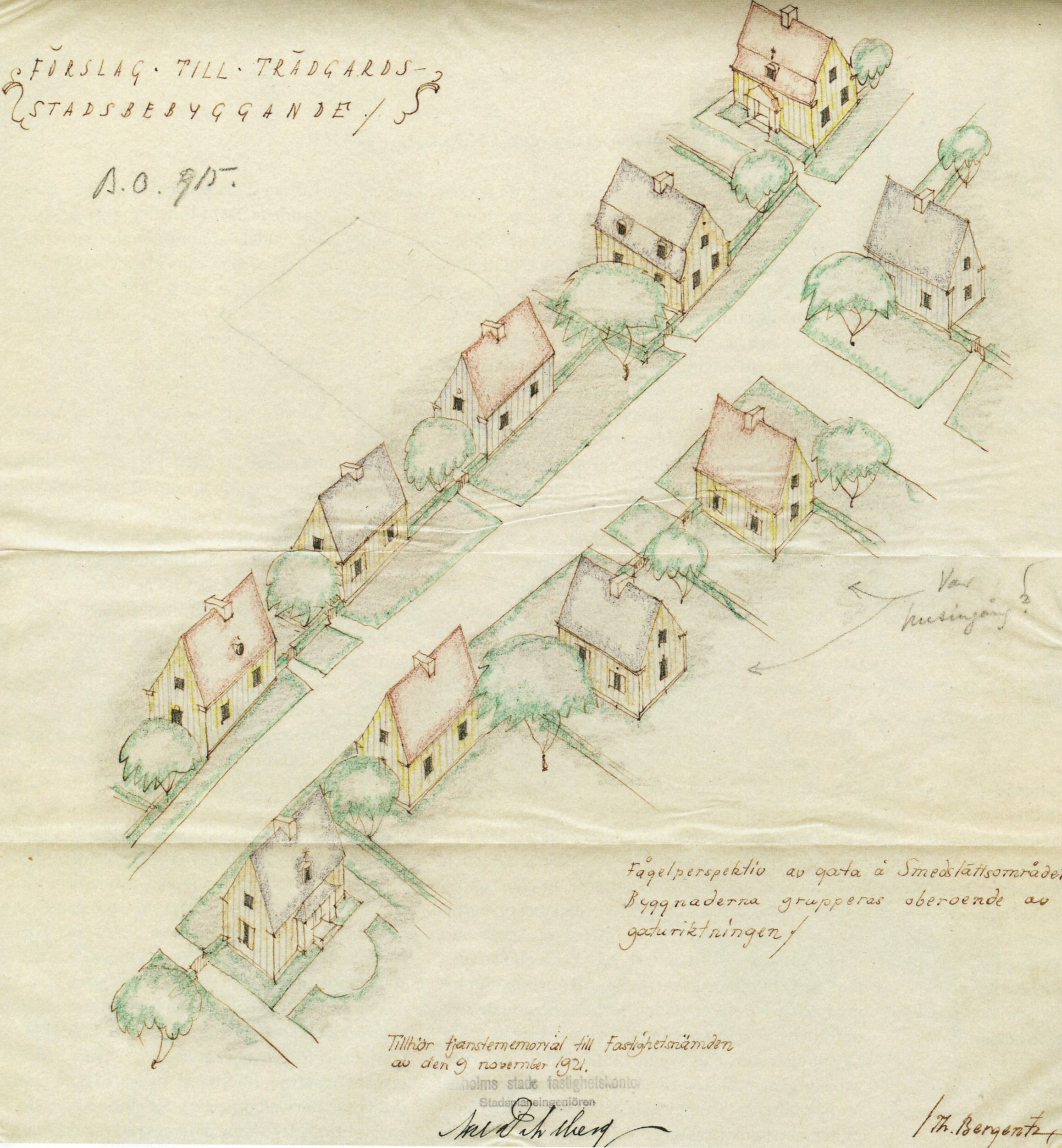
Förslag till trädgårdsstadsbyggande i Smedslätten upprättad av Axel Dahlberg och Thure Bergentz 1921.

Stadsplan för Smedslättens Trädgårdsstad 1922. Förslag till stadsplan för delar av Ulvsunda, Ålsten och Äppelviken. Undertecknat av Per Olof Hallman.

Terrängen i Smedslätten var kraftigt kuperad med slingrande gator och oregelbundna kvartersbildningar. Redan 1922 byggdes de första villorna i Smedslätten och även hyres- och affärshusen vid Smedslättstorget började byggas det året. Monteringsfärdiga byggelement användes för ett trettiotal av villorna, som uppfördes under åren härefter. För de så kallade småstugorna blev monteringsfärdiga element regel. Tomtarealen för villorna blev mindre än i Äppelviken, men tomträttsavgälden blev densamma.
Bilden till vänster visar: Förslag till trädgårdsstadsbyggande i Smedslätten undertecknat 1921. "Förslag från Stockholms stadsbyggnadskontor 1921." "Fågelperspektiv av gata å Smedslätten. Byggnaderna grupperas oberoende av gaturiktningen." "Tillhör tjänstememorial till Fastighetsnämnden av den 9 november 1921." Undertecknat Stockholms stads fastighetskontor, Stadsplaneingenjören Axel Dahlberg och Thure Bergentz, som var arkitekt och stadsplanerare.
Bilden till höger visar: Stadsplan för Smedslättens Trädgårdsstad 1922. "Förslag till stadsplan för delar av Ulvsunda, Ålsten och Äppelviken. (PL_238) "Tillhör Stadsplanenämndens skrivelse till Fastighetsnämnden av den 16 maj 1922." Undertecknat av Per Olof Hallman, som var arkitekt, stadsplanerare och Stockholms förste stadsplanedirektör.
Till ett tjugotal av stadens tjänstemän levererade AB Träkol senhösten 1922 de hus som skulle sättas upp i den nya stadsdelen Smedslätten. Ett första och avgörande möte mellan Jonas Jonsson och Axel Dahlberg handlade om dessa Vansbrohus. Ett aktuellt politiskt samtalsämne gällde att förvärva ett hem med eget arbete som insats. Men just dessa hus uppfördes av fackutbildat folk. I tidningarna rapporterade man om hur Smedslätten och andra stadsdelar växt upp "med amerikansk fart" tack vare dessa standardhus. "Efter ett år ligger nu på denna plats en helt ny stad", skrev Norrlands-Posten när Axel Dahlberg i augusti 1922 bjöd in pressen för att bese denna fasa av trädgårdsstadens utveckling.

### Vansbrohusen i Olovslund

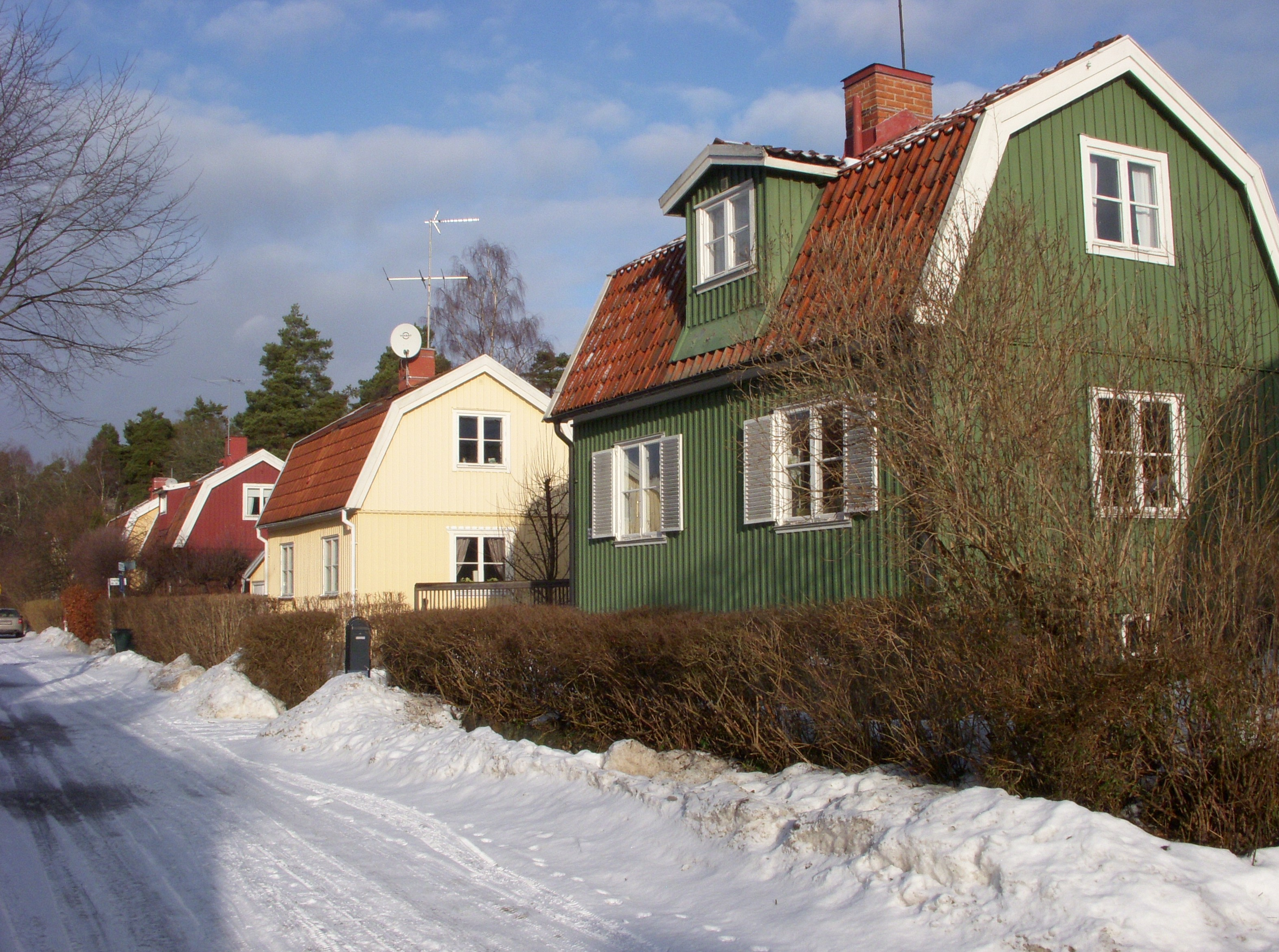
Olovslunds småstugor vid Stugvägen, Bromma, byggda enligt AB Industribostäders Patenterade System av AB Träkol i Vansbro, exempel på hus med brutet sadeltak.

I stadsdelen Olovslund i Bromma satsade man på självbyggeri i ordnad form av monteringsfärdiga småstugor. Axel Dahlberg, som var fastighetsdirektör i Stockholm under åren 1933 till 1945, var den drivande kraften bakom småhusbyggandet och han var en ivrig förespråkare för utbyggnaden av småhus i Stockholms trädgårdsstäder.

#### Bakgrund
För att kunna bygga standardiserade och monteringsfärdiga bostadshus, så kallade IBO-hus, AB Industribostäder i Stockholm uppläts tomter till en enskild förening av stadens tjänstemän år 1922. Det var "AB Träkols monteringsfärdiga Bostadshus enligt AB Industribostäders Patenterade System", som tillverkades av AB Träkols Fabriker Vansbro i Dalarna. AB Träkol började producera och sälja systemet 1920 och AB Industribostäder i Stockholm hade konstruerat det patenterade systemet för trähus. På stora områden i Stockholms trädgårdsstäder fick AB Träkol sina hus uppförda. De hade nära samarbete med Stockholms stad, Fastighetskontorets stadsplaneavdelning och Husbyggnadsavdelningen.

#### Leverans av trämaterial till 133 småstugor i Olovslund
År 1922 köpte Stockholms stad en stor del av ytterdelen av Smedslättens gårds mark, den norra delen av området som skulle bebyggas med villor. Smedslätten byggdes ut under 1920-talet med standardiserade och monteringsfärdiga villor. Ett tjugotal ritades av Stockholms stadsbyggnadskontors arkitekt Thure Bergentz. 1924 uppfördes Äppelviksskolan på delar av Smedslättens gårds ägor. En lång rad villor och radhus började att byggas därefter på samma sätt som på övrig före detta gårdsmark i Bromma. 1926 var utbyggnaden av Ålsten i sitt slutskede och på senhösten 1926 beslutade då stadsfullmäktige att Olovslund skulle bebyggas med småhus. I Ålsten hade åtskilliga Vansbrohus uppförts, bland annat modellen Ålstensgården. 12:ans spårvagn hade 1924 förlängts till Ålstens gård och 1926 till Höglandstorget. Den första stadsplanen för Olovslund hade godkänts av Thure Bergentz, liksom i övriga Bromma. Anläggandet av Djupdalsvägen var den första stora vägen som utfördes, sedan kom anläggandet av Västerled. Dessa båda vägar är de stora huvudvägarna i Olovslund, de är raka, breda avenyer med "makadambeläggning" och trädplanteringar. Stadens arbete med vägarna och med att lägga ned vatten- och gasledningar samt elektriska ledningar och avloppsledningar blev klart den 1 maj 1927. Då satte tomtinnehavarna fart på resandet av de egna hemmen, de 135 småstugorna. Den vanliga tiden för att färdigställa stugan var 8-15 veckor eller omkring 2-3 månader. I Olovslud restes den första stommen den 21 maj och den 10 juli flyttade den första familjen in. På hösten 1927 var samtliga stommar resta.
Redan våren 1927 löd en stor rubrik i Social-Demokraten den 21 april: "Enstaka pionjärer bygga redan första stugan på Olovslunds mark". Vägarna där AB Träkol reste sina hus i Olovslund 1927-1928 var på Djupdalsvägen, Västerled, Drakstigen, Åkerslundsgatan, Kojgränd, Olovslundsvägen, Stugvägen, Kvistbacken, Gökvägen, Virvelvindsvägen och Furusångsvägen. Tapetserarvägen i Olovslund byggdes inte förrän 10 år senare, 1937.

#### De olika hustyperna

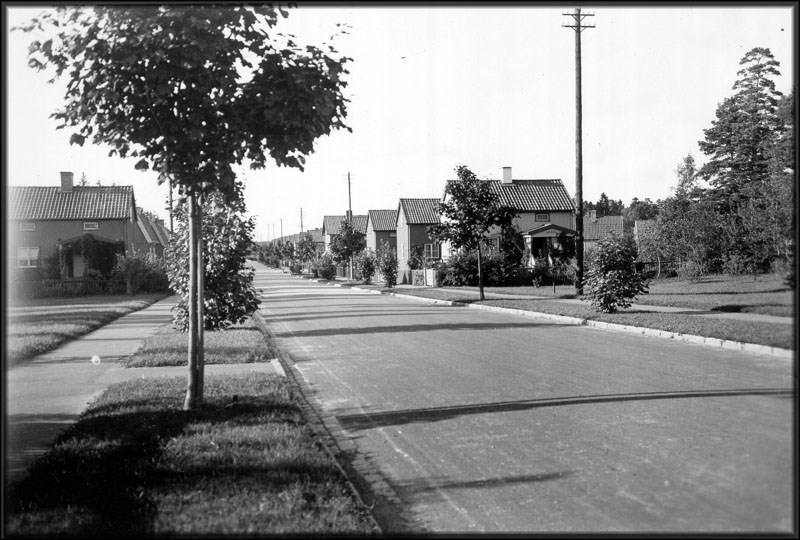
Olovslunds småstugeområde, Djupdalsvägen mot nordväst. De flesta monteringsfärdiga småhusen som uppfördes i Olovslund år 1927 levererades av AB Träkol i Vansbro, Vansbrohusen. De husen hade brutet sadeltak eller mansardtak. De övriga husen med obrutet, rakt sluttande sadeltak levererades av firma Lundqvist & Huddéns Tegel- och Trävaruaktiebolag, Knivstahusen. På Djupdalsvägen står Vansbrohusen till vänster på bilden och Knivstahusen till höger.

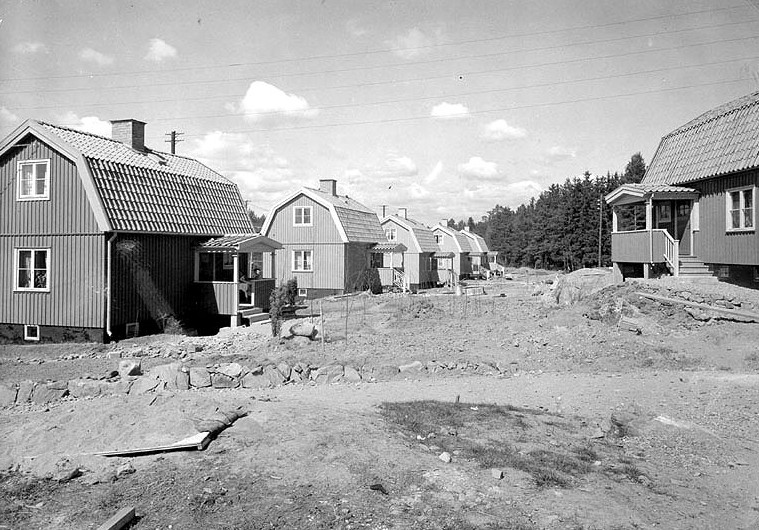
Olovslunds småstugeområde, vid Stugvägen i kv. "Bokhyllan" under byggnad, 1928. Husen byggda enligt AB Industribostäders Patenterade System av AB Träkol i Vansbro, exempel på hus med brutet sadeltak. Husen till vänster ligger i kv. "Bokhyllan" och husen till höger ligger på Stugvägen i kv. "Skåpet".

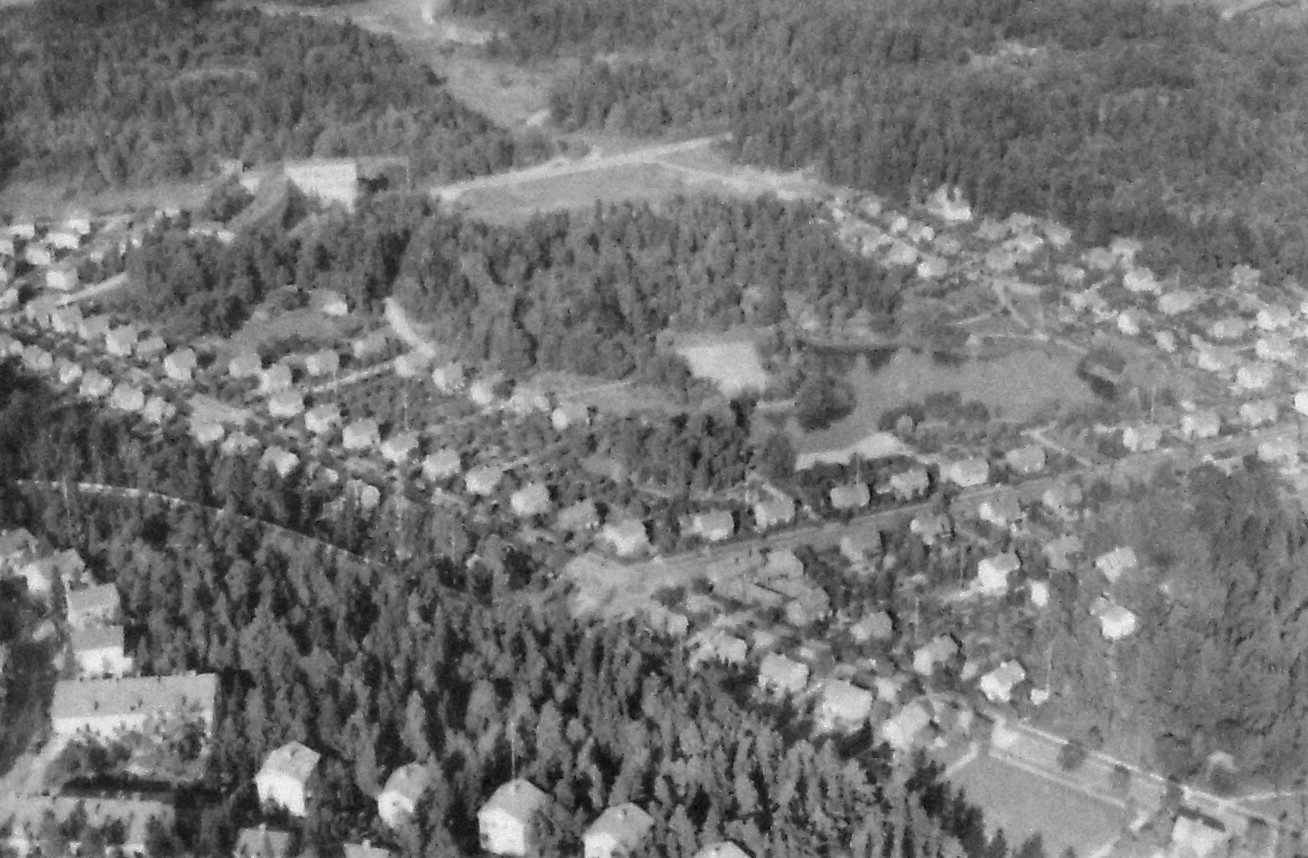
Olovslunds småstugeområde, flygfoto från 1937. Fotograf: Oscar Bladh.

År 1926 inleddes småstugebyggande i kommunal regi. Den kommunala bostadspolitiken hade som syfte att ge arbetare och lägre tjänstemän möjlighet skaffa sig en egen bostad utan kontantinsats, men med eget arbete som insats. Staden upplät tomträttsmark och tillhandahöll lån upp till 90% av fastighetsvärdet, i form av byggmaterial och arbetsledning under förutsättning att huset byggdes med egen arbetsinsats, vilken värderades till 10%. 200 småstugor uppfördes 1927 i försöksområdena Olovslund i Västerort och Pungpinan i Söderort.
De två leverantörerna till det standardiserade trämaterialet hade antagits efter prövning av inkomna offerter. Dessa var AB Träkol, som tillverkade de så kallade IBO-husen, eller Vansbrohusen och Lundqvist & Huddéns Tegel- och Trävaruaktiebolag, som vid denna tid framgångsrikt marknadsförde de så kallade Knivstahusen. Trämaterialet i småstugan skulle bestå av ett rum och kök, källare samt en öppen veranda och en inredningsbar vind. De flesta husen i området ritades av arkitekten Edvin Engström på fastighetskontorets lantegendomsavdelning. Chefen för detta första småhusbygge blev chefsingenjören Axel Dahlberg och han ansvarade för organisationsarbetet, upphandlingen och instruktionsverksamheten.
I både Olovslund och Pungpinan användes samma hustyp. Planen var densamma för alla småstugor av 1927, men det yttre tedde sig något olika beroende på takfallet. Stugorna i de två områdena blev skenbart av två olika typer beroende på takfallet, eftersom AB Träkol hade en konstruktion med brutet sadeltak eller mansardtak och med något lägre resning än det obrutna sadeltaket. Däremot hade Lundqvist & Huddén AB en konstruktion med obrutet, rakt sluttande sadeltak, som är en variant av sadeltaket. Sadeltaket, ibland även kallat kroppåstak, har ett yttertak där två obrutna takfall är förenade uppe i taknocken (takåsen) och sluttar åt ett varsitt håll. Det brutna taket, av franskans mansarde, "vindsvåning" (toit en mansarde, "vindsvåningstak"), har ett yttertak med brutet takfall. Det kan beskrivas som ett sadeltak som, beroende på modell, sluttar brantare nedåt med början cirka två tredjedelar från taknocken mätt. Ett mansardtak med brutet takfall på alla sidor är en variant av valmat tak.
Småstugetypen kallades av staden för typ III och den tjänade som utgångspunkt för alla senare småstugor. Utvändigt hade stugorna en liten öppen veranda med en yta av 3 x 1,80 meter. Hela stugans yta utgör 5,60 x 8,40 meter. I Olovslundsstugan kommer man först in i en hall med trappuppgång till övre våningen, som även den har hall. På nedre botten finns ett rymligt kök med en yta av 3 x 4 meter. Vidare det stora vardagsrummet på 4 x 5,25 meter. Källaren är praktiskt inredd, där finns ett stort bad- och tvättrum, vidare matkällare, kolkällare för värmepannan och plats för en liten verkstad. Övre våningen innehåller hall och ett eller två rum. Stugan är inte stor, men praktiskt inredd, försedd med de moderna bekvämligheterna och tillräcklig för en familj på 3-5 personer, som inte har för stora rumsanspråk. Den är ett enfamiljshus i en trädgårdsstad, och därför har varje stuga sin lilla tomt, sin täppa, vars storlek här i Olovslund varierar mellan 400 och 700 kvadratmeter och i medeltal är omkring 500 kvadratmeter.
Under arkitekten Edvin Engströms ledning utformades typritningar vid Fastighetskontorets Småstugebyrå. De första hustyperna, som förekom i Olovslund och Pungpinan kallades Knivsta och Träkol och var i 1½-plan. Därefter numrerades husen med romerska siffror. Hustyperna utvecklades mot större hus med flera rum i bottenvåningen, WC på övervåningen och möjlighet att ha garage. Antalet typer hölls dock nere och efterhand försvann 1½-plans stugan till förmån för stugor i ett och två plan. Till många typritningar fanns ett antal varianter, exempelvis i placering av fönster och entréer och i förekomst av balkong och garage. Länge byggdes enbart friliggande hus men 1946 introducerades småstugan i form av radhus. Husens utformning följde tidens ideal och har en enkel och anspråkslös utformning.
Axel Dahlberg bekräftade senare att det fanns kluvna visioner om byggandet i Stockholms trädgårdsstäder,  stora villor i Nockeby kontra småstugor i Olovslund. De flesta av de monteringsfärdiga småhusen som uppfördes i Olovslund 1927 levererades av AB Träkol i Vansbro. Husen, som kallades Vansbrohusen, känns igen på sina valmade brutna tak. De andra husen med sadeltak levererades av en annan firma, firma Lundqvist & Huddéns Tegel- och Trävaruaktiebolag och de kallades Knivstahusen. På Djupdalsvägen i Olovslund står Vansbrohusen med sina ojämna nummer på den ena sidan av vägen och Knivstahusen med sina jämna nummer på den andra sidan.

### Verksamhetens slutskede
Inför planeringen av den nya stadsdelen Olovslund var det givet att AB Träkol var bland de firmor som lämnade offert. Följande vår, den 3 mars 1927, kunde AB Träkol meddela att man träffat avtal med Stockholms stad om "leverans av trämaterial till 135 småstugor för ett pris av 3 334 kronor per stuga". Bolaget fick ta ett lån på 100 000 kronor i Göteborgs Bank i Vansbro för att klara den stora leveransen. Marginalerna för AB Träkol blev för små och de hade tydligen sålt materialet till underpris, kan man konstatera efteråt. Stugorna till Olovslund hade inte blivit någon god affär och det hade varit problem med de långvariga krediterna. En del reklamationer hade också förekommit i verksamhetens slutskede. För att bygga så många hus under så kort tid hade man troligen inte tillräcklig. Reklamationerna skulle, enligt ett obekräftat rykte, också bero på att man i slutskedet utnyttjat virke från Särnatrakten med alltför mycket kvistar. En förklaring på vad som möjligen kan ha hänt ger oss journalisten Erik Wanfors i Vansbro. "Man flottade kolved och den var av god kvalitet, så man började använda "torrfuran" till dessa hus och det är möjligt att man använde virket långt ut i kanten i stället för bara det s.k. kärnvirket, dvs. man tog med för mycket. Men lufttorkade också virket i staplar, kanske fick det inte torka tillräckligt länge."

### Nedläggningen av hustillverkningen
Redan efter åtta år tog AB Träkols hustillverkning ett abrupt slut, men hustillverkningen hade varit intensiv. Det finns inga uppgifter om Träkols hustillverkning i företagets handlingar efter maj månad 1927. Bolaget hade fått likviditetsproblem och hamnat i allvarlig kris. Från Stockholms stad hade man år 1928 fått en förfrågan på ytterligare 200 hus. Man började planera att sälja både sågverk och snickerifabrik och hustillverkningen lades ned för gott. Istället såldes skogen och företaget rekonstruerades år 1929. Jonas Jonsson fick avgå från sin post och han övergick i stället till att ägna sig åt sina uppfinningar.
Trots kritiken över det monteringsfärdiga huset sålde man inte snickerifabriken, vars lokaler så småningom hyrdes ut till AB Bofors, som där tillverkade ammunitionslådor. Det var en produkt som blev framgångsrik, särskilt under andra världskriget. Några andra produkter som tillverkades i AB Träkols gamla lokaler var flyttbara raststugor för skogsarbetare och sjöfolk, sandlådor och hyllinredningar. I början på 1960-talet bosatte sig Jonas Jonsson under sina sista år Bromma, där det fortfarande finns många Vansbro hus i Smedslätten, Ålsten och Olovslund.

## Tidningsnotiser från uppbyggnadstiden
Från själva uppbyggnadstiden rapporterade Dagens Nyheter, då husen ibland levererades innan det ens fanns gator: "Skogsområdet och de små åkerlapparna hinna knappast anordnas till stadskvarter med gator och vägar, förrän byggnadsarbetarna äro på platsen. Bergsprängare, rörledningsarbetare, skjutskarar, timmermän, murare och målare röra sig om varandra i en brådskande arbetsstyrka på ett par hundra man, och högar av jord och sprängsten staplas upp sida vid sida med högar av timmer och inredningsartiklar."
Sedan beskrev Dagens Nyheter med en viss skepsis detta märkliga med hus av fabrikstillverkat, standardiserat material, "men Stockholms stad och Fastighetskontoret kan väl knappast ha fel": "De redan färdiga villorna äro uppfyllda enligt denna nya, delvis rätt omstridda metod och pionjärerna, ett par av det femtiotal av stadens egna tjänstemän som slå ned sina bopålar härute, ha, liksom flertalet av sina kolleger och en hel del andra villabyggare, nöjt sig med s.k. standardhus med aktiebolaget Träkol i Vansbro som leverantör. Ritningarna ha uppgjorts av arkitekten hos fastighetskontorets stadsplaneavd. E. Bergentz. Till en början har man nöjt sig med två hustyper, Smedslättsgården med fem rum och kök och Ekegården med fyra rum och kök. För dessa hus fick stadens tjänstemän betala mellan 23 000-29 000 kronor."
Allmänt ansågs denna byggnation i Smedslätten som ett lyckat projekt och Axel Dahlberg valde själv ett av husen på Bergviksviken 37 nära Smedslättstorget, där han bodde kvar inpå 1960-talet.